# گمینا وسوکیه
گمینا وسوکیه (به لهستانی:  Gmina Wysokie) یک گمینا در لهستان است که در شهرستان لوبلین واقع شده‌است. گمینا وسوکیه ۱۱۴٫۱۸ کیلومتر مربع مساحت و ۴٬۷۰۲ نفر جمعیت دارد.